# 縣民大道 (新北市)
縣民大道是新北市板橋區的一條道路，分別通往台65線與華翠大橋。本路線是由鐵路地下化之萬板專案完工後所鋪成的路線，於2002年7月27日通車。

## 歷史
在縣民大道未鋪路之前，為台鐵縱貫線之路廊；鐵路地下化之萬板專案完工後，將鐵路改建成道路。
縣民大道有一部份在鐵路地下化尚未完全完工前，為板橋的八德路二段、三段（鐵路北側平行線道路，今為縣民大道往板橋方向平面車道）；完全完工後改名。
板橋市（今板橋區）為台北縣政府大樓（新北市政府大樓）所在地，故仿效台北市市民大道改名縣民大道。2010年台北縣升格為新北市，為避免擾民，縣民大道不改名。

## 行經路線
全線皆位於新北市板橋區內
- 一段：湳子、浮洲 0.0k（起點，台65線板橋二交流道）→南雅南路口（北93線岔路）→館前西路口（市道114號岔路）→後埔（南）/社後（北）（北捷府中站）→民權路口1.3k（市道106號岔路）（一、二段分界）
- 二段：民權路口1.3k（市道106號岔路）→深坵（板橋車站）→新埔（北）/埔墘（南）→民生路口2.5k（二、三段分界）
- 三段：民生路口2.5k→華翠大橋板橋端引道→江子翠（北）/埔墘（南）→雙十（江子翠）/三民（埔墘）路口（北91線岔路）→環河西路口4.1k（終點，可接上新北環河快速道路）

## 地標

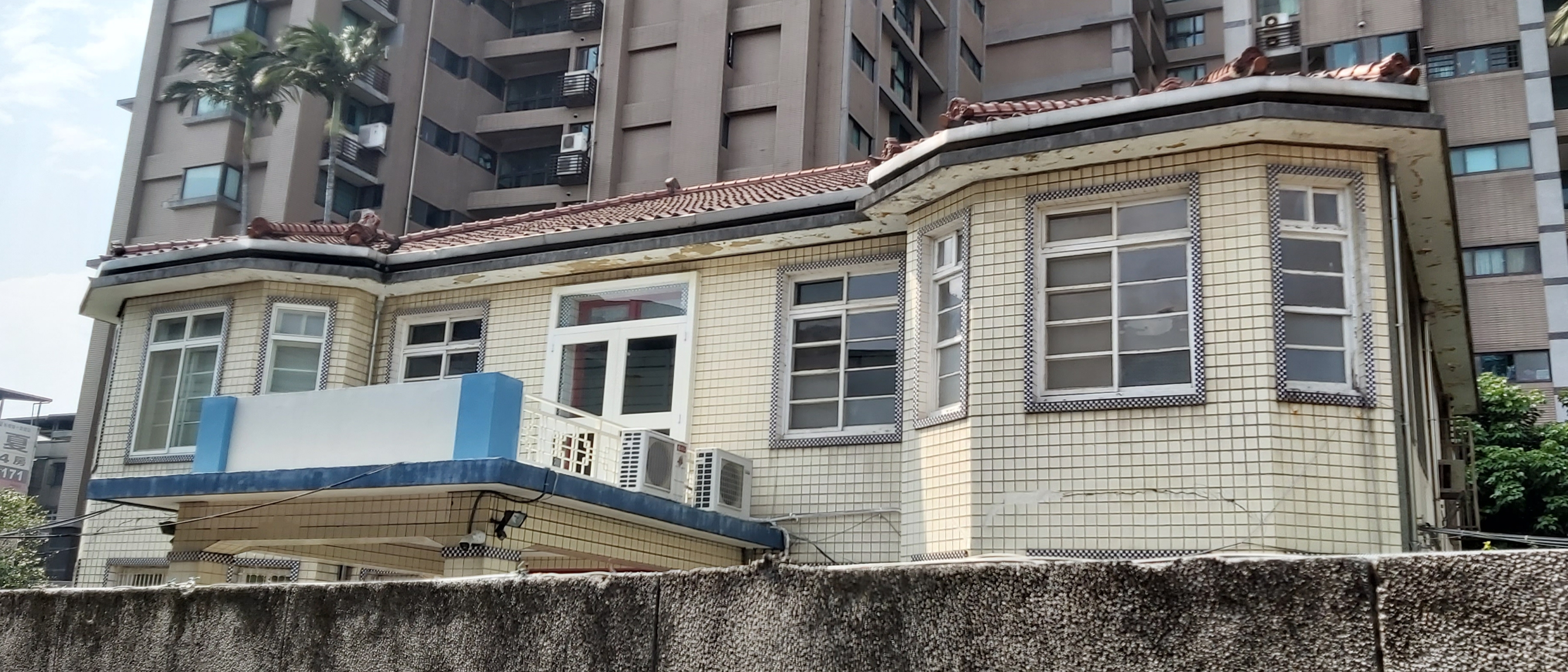
縣民大道三段155號宅邸

- 板橋府中商圈（北捷府中站）
- 誠品生活新板店
- 麗寶百貨
- 新板特區
- 板橋車站
- 新北市市民廣場
- 華江公園

## 交流道
- 台65線8 板橋二
- 新北環河快速道路縣民大道匝道
- 華翠大橋雙十路出入口匝道